# Chiscani
Chiscani – wieś w Rumunii, w okręgu Braiła, w gminie Chiscani. W 2011 roku liczyła 3635 mieszkańców.